# Guilherme Ramos
Guilherme Ramos (Lisboa, 11 de agosto de 1997) es un futbolista portugués. Juega de defensa y su equipo es el Hamburgo S. V. de la 1. Bundesliga.

## Trayectoria
El 6 de agosto de 2016 hizo su debut profesional con el filial Sporting de Portugal en un partido de la segunda división portuguesa contra el Portimonense. El 30 de junio de 2021 firmó un contrato con el Arminia Bielefeld.
Después de dos temporadas en el Arminia Bielefeld, se mudó al Hamburgo S. V. con un contrato hasta 2026.

## Clubes
| Club                       | País     | Año       |
| -------------------------- | -------- | --------- |
| Sporting de Lisboa "B"     | Portugal | 2016-2018 |
| C. D. Mafra                | Portugal | 2018-2019 |
| C. D. Feirense             | Portugal | 2019-2021 |
| Arminia Bielefeld          | Alemania | 2021-2023 |
| Hamburgo S. V.             | Alemania | 2023-     |
| C. D. Santa Clara (cedido) | Portugal | 2024-2025 |